# Mysonne
Mysonne (bürgerlich Mysonne Linen) ist ein US-amerikanischer Rapper aus New York und Inhaber der Organisation Universal Soldierz Entertainment (US ENT.). Neben seinen authentischen Raptexten ist er für sein Engagement auf den Straßen bekannt.

## Biografie
Mysonne wurde in den späten 1970er Jahren in den Bronx, New York geboren. Er wuchs zusammen mit seiner Mutter und Geschwistern im Ghetto von New York auf und wurde schon in jungen Jahren mit den Problemen der Straße konfrontiert. Als Mysonne 11 Jahre alt war, verlor er seinen Vater, ein Ereignis das ihn sehr geprägt hat.
Mysonne versuchte sich stets aus den täglichen Problemen des Alltags (Gewalt, Gangs und Drogen) rauszuhalten, indem er sich mit Bildung und Sport beschäftigte. Als Jugendlicher besuchte Mysonne oft den berühmten Rucker Park und spielte Basketball zusammen mit den NBA Legenden Allen Iverson, Stephon Marbury und Rafer Alston.
Während er sich auf dem Basketballplatz einen Namen machte, fing Mysonne nun auch an sich mit der Hip-Hop-Kultur zu beschäftigen. Er besuchte Battles und trat unter anderem gegen die Hip-Hop-Größen DMX und Shyne an.
Mysonne wurde nun auch in der New Yorker Hip-Hop-Community immer mehr respektiert. Er veröffentlichte eine Vielzahl an Mixtapes und erlangte immer mehr Aufmerksamkeit. Es folgten einige zusammenarbeiten unter anderem mit Szenegröße DMX. Es dauerte nicht lange und Mysonne wurde beim weltweit bekannten Major Label Def Jam unter Vertrag genommen. Er setzte sich an die Arbeiten für sein Debüt-Album Life Teaches and Reality Bites in dieser Zeit wurde auch Mysonnes Sohn geboren.
Noch vor der Veröffentlichung seines Albums wurde Mysonne wegen zweifachen bewaffneten Raubüberfalls festgenommen und zu insgesamt 14 Jahren Haft verurteilt, welche aber später auf 7 Jahre gekürzt wurden. Mysonne sagt stets aus, dass keiner der Raubüberfälle von ihm verübt wurde.
2001, während Mysonne noch in Haft war, gründete er die Organisation Universal Soldierz Entertainment (US Ent.) mit dem Motto „Trust, Respect & Integrity“. Zielsetzung von US Ent. ist es, positiv denkende Menschen mit Moral und Prinzipien zusammenzubringen.
Nachdem Mysonne 2006 aus dem Staatsgefängnis entlassen worden war, widmete er sein Leben wieder voll und ganz seiner Karriere. Trotz Mysonne's Entscheidung unabhängig zu bleiben konnte er schnell wieder Fuß fassen, es folgten Musikvideos, Konzerte, Mixtapes sowie Auftritte in verschiedenen Radio Sendungen.
2010 unterschrieb Mysonne bei Game's Label The Black Wall Street Records. Es folgten neue Mixtapes sowie weitere Zusammenarbeiten unter anderem mit Hopsin & The Game.